# Noravan (Syunik)
Pour l’article homonyme, voir Noravan (Armavir).
Noravan (en arménien Նորավան) est une communauté rurale du marz de Syunik en Arménie. En 2011, elle compte 521 habitants.

## Géographie

### Situation
Noravan est située à 12 km de Sisian et à 99 km de Kapan, la capitale régionale.

### Topographie
L'altitude moyenne de Noravan est de 1 700 m.

### Territoire
La communauté couvre 4 144 hectares, dont :
- 4 038 ha de terrains agricoles ;
- 26 ha de terrains industriels ;
- 8 ha alloués aux infrastructures énergétiques, de transport, de communication, etc. ;
- 3 ha d'aires protégées ;
- 1 ha d'eau[3].

## Politique
Le maire (ou plus correctement le chef de la communauté) de Noravan est depuis 2012 Slavik Papyan.
| Début | Fin      | Nom                 | Parti                       |
| ----- | -------- | ------------------- | --------------------------- |
| 2005  | 2008     | Lavrentik Arakelyan | Parti républicain d'Arménie |
| 2008  | 2012     | Lavrentik Arakelyan | Parti républicain d'Arménie |
| 2012  | En cours | Slavik Papyan       | Sans étiquette              |

## Économie
L'économie de la communauté repose principalement sur l'agriculture.

## Démographie
| 2001 | 2008 | 2011 |
| ---- | ---- | ---- |
| 517  | 529  | 521  |